# André Coeuroy
André Coeuroy, pseudonimo di Jean Bélime (Digione, 24 febbraio 1891 – Chaumont, 8 novembre 1976), è stato un musicologo francese.

## Biografia
Dopo aver effettuato studi di filologia a Parigi, André Coeuroy fu allievo di Max Reger, a Lipsia.
Fondò assieme a Henry Prunière la rivista intitolata La Revue musicale.
André Coeuroy fu studioso di César Franck, Hector Berlioz e Georges Bizet, di cui curò alcune edizioni, e autore di numerosi studi riguardanti la musica francese, su Carl Maria von Weber (1925), Richard Wagner, Robert Schumann (1950), Fryderyk Chopin (1952), i Lieder di Franz Schubert, il jazz.
Si distinse anche per un celebre Panorama de la musique contemporaine, che è uno dei testi fondamentali della storiografia ispirata al gusto neoclassico.
Nell'arco della sua carriera si dedicò anche alle composizioni musicali, tra le quali si ricordano una sinfonia (1917), il balletto Jeunesse (1930) e musica da camera.

## Opere

### Monografie
- Carl Maria von Weber (1925),
- Richard Wagner;
- Robert Schumann (1950);
- Fryderyk Chopin (1952);
- Lieder di Franz Schubert.

### Saggi
- La Walkyrie de R. Wagner : étude historique et critique, analyse musicale (1920);
- La musique française moderne,... (1921);
- La Tosca de Puccini : étude historique et critique, analyse musicale (1922);
- Essais de musique et littérature comparées,... (1923);
- Le Jazz (1926);
- Le Phonographe (1927);
- Panorama de la musique contemporaine (1928);
- Panorama de la Radio : avec un exposé technique de Jean Mercier (1929);
- La musique et le peuple (1942);
- Histoire générale du jazz (1943);
- La musique et ses formes (1950);
- Petit guide de l'auditeur de musique : les chefs-d'œuvre de la musique de chambre (1952);
- Dictionnaire critique de la musique ancienne et moderne (1956).

### Composizioni
- Sinfonia (1917);
- Balletto Jeunesse (1930);
- Musica da camera.